# Franz von Bodmann
Franz Hermann Johann Maria Freiherr von Bodmann, auch Bodman geschrieben (* 23. März 1908 in Zwiefaltendorf, Riedlingen; † 25. Mai 1945 in Markt Pongau) war deutscher SS-Obersturmführer und Lagerarzt in mehreren Konzentrationslagern.

## Leben
Franz von Bodmann hatte einen jüngeren Bruder Rudolf und eine Schwester Marie Sophie und wuchs mit diesen auf Schloss Zwiefaltendorf auf. Nach dem Abitur am Gymnasium Ehingen 1928 absolvierte Bodmann ein Studium der Medizin in Tübingen, Rostock und München. In München wurde er Mitglied der katholischen Studentenverbindung KStV Rheno-Bavaria.  Er wurde 1934 zum Dr. med. promoviert. Er war Angehöriger des Stahlhelms und trat Anfang der 1930er Jahre der SA bei.
Bodmann trat zum 1. Mai 1932 der NSDAP (Mitgliedsnummer 1.098.482) und 1934 der SS (SS-Nummer 267.787) bei.
Am Jahr 1938 verstarb sein Bruder angeblich durch einen Sturz aus dem Obergeschoss des Schlosses. Laut Franz von Bodmann, wurde dieser von einem Hund angefallen und ins Ohr gebissen, danach sei er aus dem Fenster gestürzt. Es gibt aber verschiedene andere Aussagen, teilweise anonym, dass Franz seinen Bruder ermordet hatte, um das Erbe nicht teilen zu müssen.
Von Anfang Oktober 1939 bis Ende Juni 1940 und von Anfang Juli 1941 bis Ende Januar 1942 war Bodmann bei der 79. SS-Standarte in Ulm im II. Bataillon als Mediziner tätig. In der SS stieg Bodmann bis 1941 zum SS-Obersturmführer auf. Ab 1941 hatte Bodmann, verheiratet und Vater dreier Kinder, eine Affäre mit der Aufseherin Luise Danz.
Ab Anfang Februar 1942 war Bodmann Lagerarzt im KZ Auschwitz. Von Mai 1942 bis Mitte August 1942 war er als Standortarzt im KZ Auschwitz tätig. Bodmann, laut Klee der Erfinder des Tötens von Häftlingen mittels Phenolinjektionen, tötete in Auschwitz auch persönlich Häftlinge durch Einspritzen von Phenol in die Venen und praktizierte dies später auch in anderen Lagern weiter. Ab Herbst 1942 war er für einige Monate als Standortarzt im KZ Neuengamme eingesetzt, wo er für die Vergasung sowjetischer Kriegsgefangener mitverantwortlich war. Anschließend war er bis zum 10. April 1943 ebenfalls als Standortarzt im KZ Majdanek eingesetzt. Danach war er noch leitender Arzt im KZ Natzweiler-Struthof und ab Mitte September 1943 in dem KZ Vaivara. Er wurde Arzt für alle Konzentrationslager im besetzten Estland.
Ab Mitte September 1944 war Bodmann im SS-Wirtschafts- und Verwaltungshauptamt (SS-WVHA) bei der Amtsgruppe D, das ist die Inspektion der Konzentrationslager, tätig und wechselte von dort Mitte Oktober 1944 zum Hauptamt Volksdeutsche Mittelstelle. Zuletzt war Bodmann als Truppenarzt bei der 5. SS-Panzer-Division „Wiking“ eingesetzt.
Franz von Bodmann verübte als Lager- und als Standortarzt diverse Kriegsverbrechen und Morde. So führte er die Methode ein, kranke Häftlinge durch Injektionen mit Phenol zu töten, ein Neurotoxin, das die Nervenzellen schädigt. Auch spritzte er eigenhändig 50 Patientinnen mit einer Hirnhautentzündung das Neurotoxin, was einen langsamen und qualvollen Tod bedeutet.
Franz von Bodmann kam Ende des Zweiten Weltkrieges in ein Lazarett für Kriegsgefangene in Markt Pongau (St. Johann im Pongau), dort verübte er  am 25. Mai 1945 Suizid. Beerdigt wurde er in Lend, wo das Grab auch noch im Jahr 2022 für Diskussionen im Ort sorgt.
2024 entdeckte ein Journalist auf dem Familiengrab der Bodmans an der Nordseite die St.-Michael-Kirche in Zwiefaltendorf die Inschrift „Franz Freiherr von und zu Bodman“ mit Geburts- und Sterbedaten, angebracht bei einer Neugestaltung 2002. Die Inschrift wurde daraufhin entfernt.